# جودرون كلنكر
جودرون يوهانا كلينكر (بالإنجليزية: Gudrun Johanna Klinker)‏ (من مواليد 15 فبراير 1958) وهي عالمة حاسوب ألمانية معروفة بعملها في الواقع المعزز.

## حياتها العملية
أنهت كلينكير دراستها العليا في المعلوماتية عام 1982 في جامعة هامبورغ. من عام 1983 إلى عام 1988، عملت كمساعدة في التدريس والبحث في قسم علوم الكمبيوتر في جامعة كارنيغي ميلون، حيث حصلت على الدكتوراه. في عام 1988. من عام 1989 إلى عام 1998، عملت كعضوة في فريق البحث في المشاريع البحثية، على سبيل المثال. في معمل كامبريدج (ماساتشوستس) ريسيرف، المركز الأوروبي لبحوث صناعة الكمبيوتر -ديجيتال إكوبمينت- (ECRC) في ميونيخ وجمعية فراونهوفر للواقع المعزز في ميونخ/دارمشتات. بعد عامين من العمل كخبيرة مستقلة للواقع المعزز، التحقت بكلية جامعة ميونيخ التقنية كأستاذة للواقع المعزز في مايو 2000.
يركز بحثها على جلب تقنية الواقع المعزز إلى تطبيقات حقيقية من خلال الجمع بين الواقع المعزز بمفاهيم الحوسبة المتنقلة والحوسبة السائدة. ويشمل ذلك مجالات الاستشعار، والتتبع في كل مكان (دمج أجهزة الاستشعار)، وعرض المعلومات ثلاثية الأبعاد، والتفاعل ثلاثي الأبعاد، والتفاعل الإنساني الحاسوبي في السيارات، وشاشات اللمس المتعدد، وبنية الأنظمة للواقع المعزز في كل مكان والواقع الصناعي المعزز.
يتم احتساب كلينكير بين المؤسسين المشاركين في الندوة الدولية للواقع المختلط والمضاف (ISMAR). وقد عملت في العديد من لجان البرامج مثل VR وبرمجيات الواقع الافتراضي والتكنولوجيا (VRST)، واجهات المستخدم ثلاثية الأبعاد (3DUI)، وبرمجيات وتقنيات واجهة المستخدم (UIST). وهي مؤلفة ومشاركة في تأليف أكثر من 100 منشور علمي تم مراجعته.